# Ussa (Petschora)
Die Ussa (russisch Уса́; Komi Усва) ist ein 565 km langer rechter Nebenfluss der Petschora im nördlichen, europäischen Teil Russlands.
Die Ussa entsteht etwa 30 km östlich von Workuta an der Westflanke des Polarurals, kurz vor der Nahtstelle zum sich nördlich daran anschließenden Pai-Choi-Gebirge, aus den Quellflüssen Große Ussa (Bolschaja Ussa) von links und Kleine Ussa (Malaja Ussa) von rechts. Die Ussa fließt überwiegend südwestwärts und mündet schließlich bei Ust-Ussa in die Petschora. Das Einzugsgebiet der Ussa umfasst 93.600 km². Die Ussa ist den größten Teil des Jahres mit einer Eisdecke versehen. Die bedeutendsten Nebenflüsse sind die 334 km lange Adswa und die 546 km lange Kolwa von rechts.
Die Bolschaja Ussa (Большая Уса́, „Große Ussa“) ist der linke südliche und größere Quellfluss der Ussa. Sie entspringt im Polarural südlich des Quellgebiets der Bolschaja Chadyta an der Grenze zum Autonomen Kreis der Jamal-Nenzen. Sie fließt zuerst ein kurzes Stück im Gebirge in südlicher Richtung und wendet sich dann nach Westen. Sie verlässt den Ural und durchfließt bis zum Zusammenfluss mit der Malaja Ussa das sumpfige Tiefland in der Umgebung von Workuta. Die Bolschaja Ussa hat eine Länge von 98 km und entwässert ein Areal von 2030 km².
Die Malaja Ussa (Малая Уса́, „Kleine Ussa“) ist der rechte nördliche und kleinere Quellfluss der Ussa. Sie entspringt im Polarural nördlich des Quellgebiets der Bolschaja Chadyta an der Wasserscheide zum Flusssystem des Ob. Sie fließt zuerst ein kurzes Stück nach Norden und dreht dann nach Westen. Sie fließt über eine Strecke von 83 km bis zur Vereinigung mit der Bolschaja Ussa. Ihr Einzugsgebiet umfasst 1420 km².